# Utrechter Caravaggisten

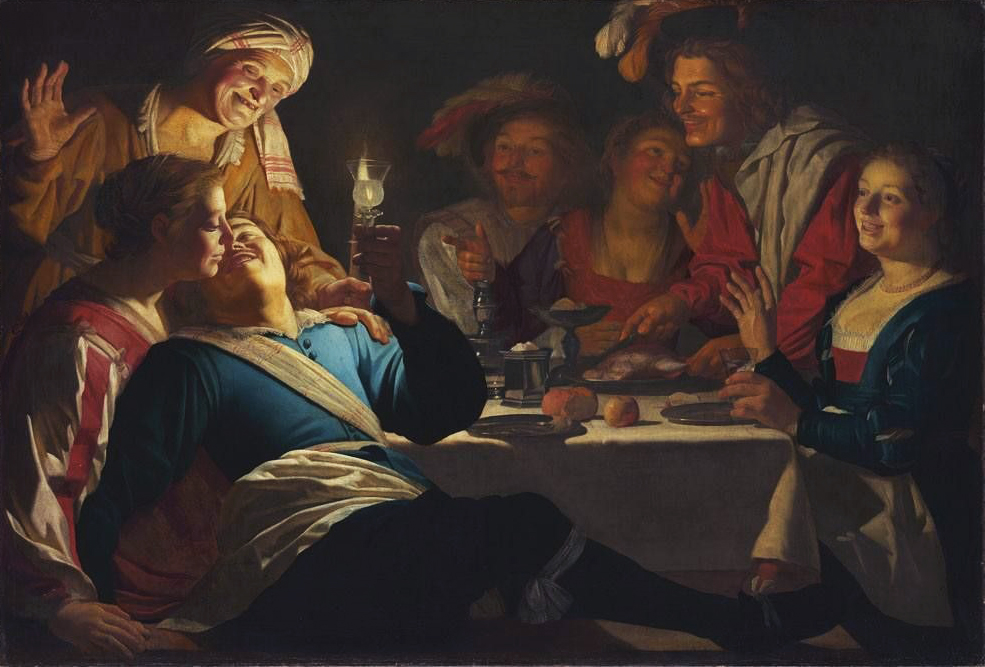
Der verlorene Sohn, Gerard van Honthorst Alte Pinakothek, München

Die Utrechter Caravaggisten waren eine Malschule, die von Hendrick Terbrugghen, Gerard van Honthorst und Dirck van Baburen nach 1620 begründet wurde und unter anderem in Rom tätig war.

## Eigenart und Wirkung
Es war eine neue, charakteristisch niederländische Position der Verarbeitung des Werkes von Caravaggio, die vorwiegend sittenbildlich bestimmt war. Neben den Begründern gehörten zu ihnen die Maler Jan van Bijlert und der Meister der Kasseler Musikanten. Bereits Karel van Mander erwähnt in seinem Schilder-boeck die Italienreisen der niederländischen Künstler zu Beginn des 17. Jahrhunderts und deren Italien-Affinität.

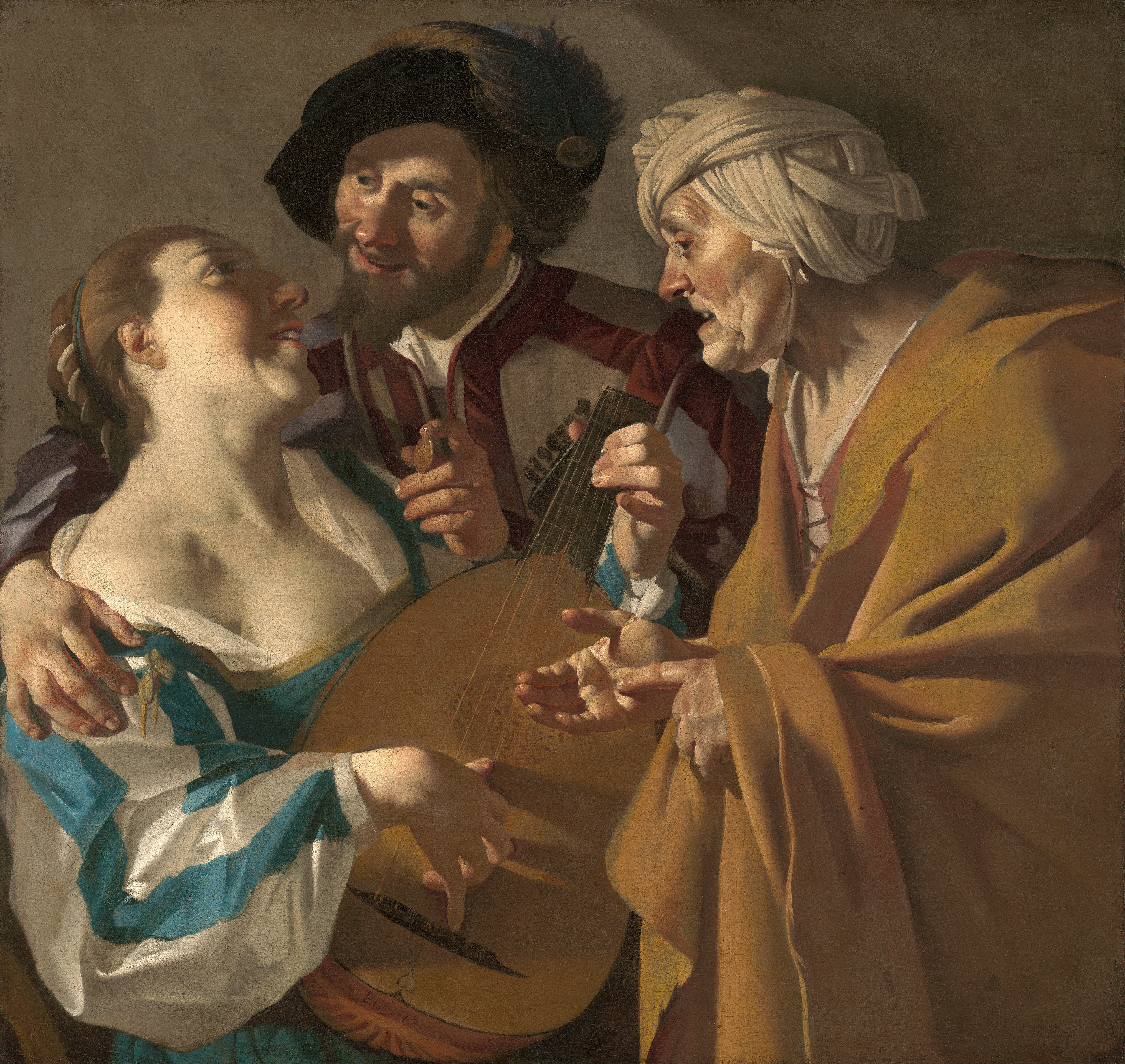
Die Zuhälterin, Dirck van Baburen

Die Utrechter Caravaggisten hatten weitreichende Wirkungen auf die Malerei von Frans Hals, Rembrandt van Rijn und Johannes Vermeer.